# Kalpana Chawla
 (novembre 2020).
Si vous disposez d'ouvrages ou d'articles de référence ou si vous connaissez des sites web de qualité traitant du thème abordé ici, merci de compléter l'article en donnant les références utiles à sa vérifiabilité et en les liant à la section « Notes et références ».
Kalpana Chawla, née le 17 mars 1962 et morte le 1er février 2003, est une astronaute américaine d'origine indienne, spécialiste de mission pour la navette spatiale. Elle est morte lors de la rentrée dans l'atmosphère de la navette spatiale Columbia.
Elle fut la première femme d'origine indienne à aller dans l'espace, en 1997.

## Biographie
Kalpana Chawla, dite "K.C", est née à Karnal, dans l'État de l'Haryana en Inde. Son intérêt pour le vol lui fut inspiré par J. R. D. Tata, le premier pilote de l'Inde.
Kalpana Chawla étudie la construction aéronautique à l'Institut de technologie du Pendjab en 1982. Elle part ensuite aux États-Unis pour obtenir une maîtrise de sciences en technologie aérospatiale à l'université du Texas (1984). Le Dr Chawla obtient un doctorat en technologie aérospatiale à l'université du Colorado en 1988. La même année, elle commence à travailler pour la NASA au centre de recherches d'Ames.
Kalpana Chawla devient citoyenne américaine en avril 1991 et épouse Jean-Pierre Harrison, un instructeur de vol indépendant. Elle était détentrice de multiples licences de vol.
Kalpana Chawla détenait des licences de pilote professionnel pour les avions monomoteurs et multimoteurs, les hydravions et les planeurs, ainsi que les qualifications d'instructeur de vol certifié pour les avions et pour les planeurs.
Elle meurt le 1er février 2003 lorsque la navette spatiale Columbia se désintègre lors du retour dans l'atmosphère terrestre, tout comme les six autres membres de l'équipage.

## Carrière d'astronaute

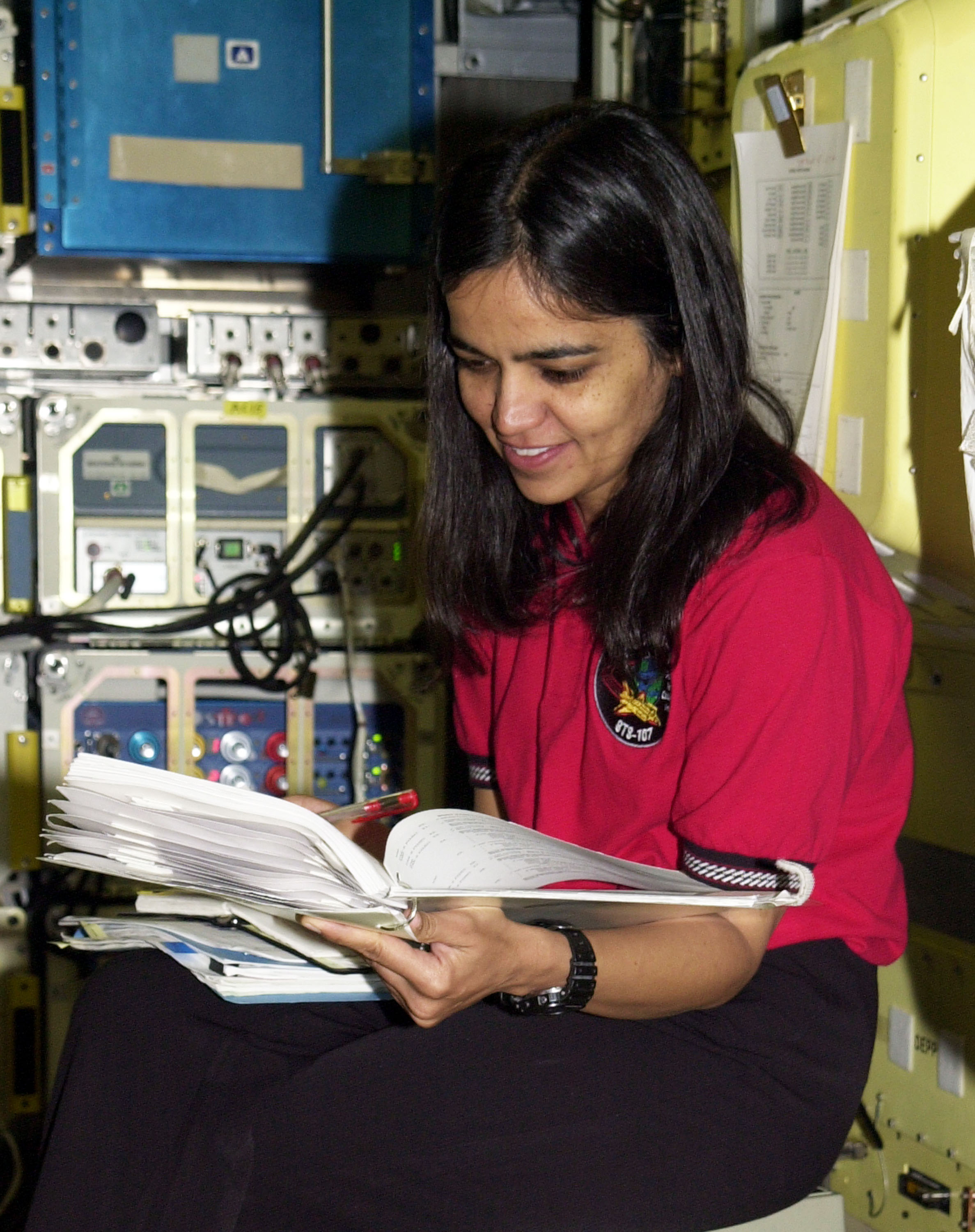
Kalpana Chawla dans un simulateur de navette spatiale.

Le Dr Chawla intégra le programme d'astronaute de la NASA en 1994 et fut sélectionnée pour voler en 1996. La première mission de Kalpana Chawla dans l'espace commença le 19 novembre 1997, comme membre de l'équipage de 6 astronautes qui effectua le vol STS-87 sur la navette spatiale Columbia. Kalpana Chawla est ainsi la première femme d'origine indienne à voler dans l'espace et le deuxième astronaute indien après le cosmonaute Rakesh Sharma qui participa en 1984 à un vol sur un vaisseau soviétique. Lors de sa première mission, Kalpana Chawla parcourut près de 10 millions de km au cours de 252 orbites autour de la Terre, comptabilisant plus de 375 heures dans l'espace. Lors du vol STS-87, elle était responsable du déploiement d'un satellite dont le dysfonctionnement obligea deux autres astronautes à faire une sortie extra-véhiculaire. Après cinq mois d'enquête, la NASA pointa du doigt les équipes de vol et de contrôle au sol et la dégagea de toute responsabilité.
Après avoir été choisie pour un deuxième vol, Kalpana Chawla vécut au centre spatial Lyndon B. Johnson de Houston au Texas, suivant une formation approfondie. Cette mission fut retardée en juillet 2002 lorsque des ingénieurs de la NASA identifièrent trois fissures dans le circuit d'alimentation en hydrogène du second moteur de la navette. Six mois plus tard, la navette fut déclarée opérationnelle et partit pour la mission funeste STS-107.

## Hommages
- Peu après la catastrophe, le Premier ministre indien, Atal Bihari Vajpayee, déclare lors de la cérémonie de condoléances que la série de satellites météorologiques MetSat serait finalement nommée Kalpana en son honneur[10].
- En leur mémoire, sept astéroïdes sont baptisés des noms des sept victimes de l'accident, dont (51826) Kalpanachawla pour Kalpana Chawla.
- Sept collines découvertes sur la surface de Mars portent aussi le nom des victimes.
- De même, sept cratères satellites du cratère lunaire Apollo sont baptisés en leur honneur.

## Divers
- Elle était une grande fan de Deep Purple, elle avait emporté plusieurs de leurs albums dans le vaisseau qui furent retrouvés dans les débris. Steve Morse qui la connaissait bien a composé Contact Lost, morceau instrumental à la mémoire des passagers. Ce morceau figure sur leur album Bananas. Contact Lost est joué à chaque concert du groupe. Steve était aux funérailles des membres de Columbia. Il a reversé tous les droits du morceau aux familles.
- Chawla était une chercheuse spécialisée dans l'étude de la microgravité.
- Chawla était une végétarienne stricte. Sur cette mission, elle avait emmené une bannière en soie blanche, faisant partie d'une campagne mondiale pour honorer les professeurs, ainsi que deux douzaines de CD, parmi lesquels certains de Abida Parveen, Yehudi Menuhin, et Ravi Shankar.